# Patrioți pentru Europa
Patrioți pentru Europa (PfE sau P4E) este un grup politic de dreapta spre extremă dreapta suveranist, al treilea ca mărime din cel de al 10-lea Parlament European. Fondarea grupului a fost anunțată într-o conferință de presă la Viena la sfârșitul lui iunie 2024 de către prim-ministrul Ungariei Viktor Orbán (Fidesz), fostul prim-ministru al Cehiei Andrej Babiš (ANO 2011), și de fostul ministru de interne al Austriei Herbert Kickl și eurodeputatul Harald Vilimsky (ambii din Partidul Libertății din Austria).
DIn grup fac parte în mare foștii membri ai grupului Identitate și Democrație. De asemenea, grupul ar putea coordona lucrările membrilor săi în cadrul Consiliului European și al Consiliului Uniunii Europene.

## Istorie
Deputații Fidesz nu au aparținut niciunui grup UE până de curând, părăsind Grupul Partidului Popular European (Grupul PPE) în martie 2021. Deputații ANO au aparținut partidului Alianța Liberalilor și Democraților pentru Europa și grupului său afiliat Renew Europe din 2011, dar a părăsit ambele organizații după alegerile pentru Parlamentul European din 2024, după dezacorduri cu privire la programul politic. FPÖ a aparținut grupului de extremă dreapta Identitate și Democrație (ID) în timpul celui de-al nouălea parlament (2019-2024).
Pe 30 iunie 2024, reprezentanții celor trei partide fondatoare au semnat „Un manifest patriotic pentru un viitor european”. Manifestul stabilește ideologia alianței, care include slăbirea UE, un accent pe identitatea culturală europeană, măsuri mai puternice împotriva imigrației ilegale și o revizuire a Pactului Verde European.
Partidul Popular Creștin Democrat Maghiar (KDNP), care are 1 europarlamentar, și-a anunțat de asemenea intenția de a se alătura alianței după ieșirea acestuia din Grupul PPE. Pe 1 iulie, partidul naționalist portughez Chega a devenit al patrulea membru al Patrioților pentru Europa, cu doi europarlamentari. Pe 5 iulie, s-a alăturat și partidul spaniol Vox, părăsind grupul Conservatorilor și Reformiștilor Europeni (ECR). În aceeași zi, Partidul Olandez pentru Libertate (PVV), fost membru al Grupului ID, a anunțat și el că se va alătura. Pe 6 iulie, Partidul Popular Danez și Vlaams Belang, ambele parte din grupul ID, au anunțat că se vor alătura și ei, ducând grupul peste nivelul minim de state membre necesar pentru formarea sa oficială. Pe 8 iulie, Adunarea Națională (RN) și Lega au fost anunțate ca noi membri ai grupului. Condiția prealabilă pentru înființarea unui grup politic al Parlamentului European este apartenența a cel puțin 23 de europarlamentari din cel puțin șapte state membre ale UE. Alianța a îndeplinit acest criteriu pe 6 iulie 2024. Potrivit Le Monde, RN a așteptat încheierea celui de-al doilea tur al alegerilor legislative din Franța din 2024 pentru anunțul „de teamă de a renaște suspiciunea de simpatii pro-ruse”.
Pe 8 iulie, Jordan Bardella, președintele Adunării Naționale (RN) din Franța, a fost numit președintele grupului, alături de vicepreședinți, șeful de organizație și trezorierul.

## Membrii

Patrioți pentru Europa are deputați în 12 state membre. Mov închis indică statele membre care trimit mai mulți europarlamentari, violet deschis indică statele membre care trimit un singur europarlamentar.

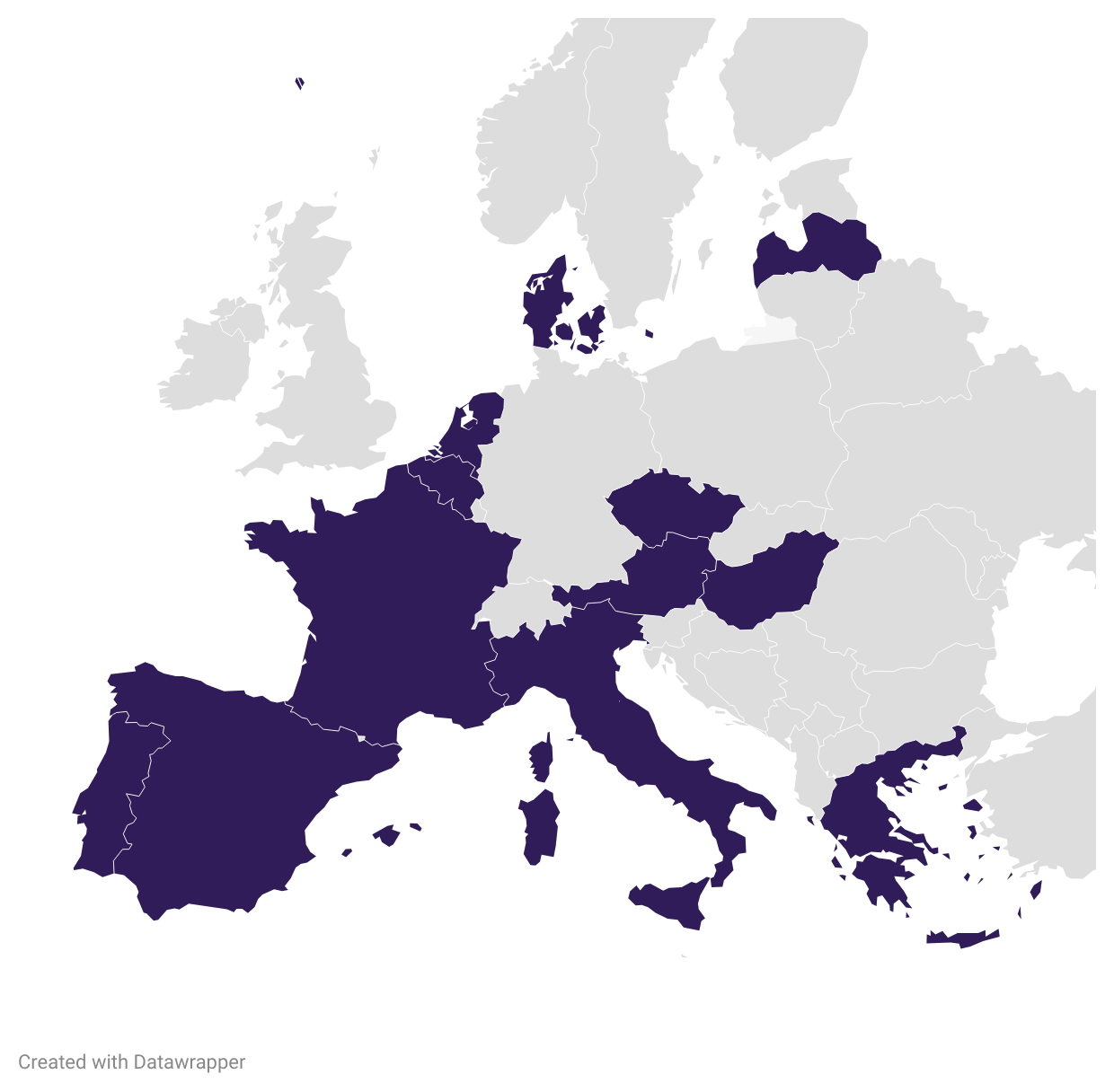
Țările de origine ale partidelor membre începând cu 8 iulie 2024

Al 10-lea Parlament European
| Stat              | Partid Național | Partid Național                                                        | Partid european | Partid european | Fost grup politic europarlamentar | Fost grup politic europarlamentar     | Eurodeputați |
| ----------------- | --------------- | ---------------------------------------------------------------------- | --------------- | --------------- | --------------------------------- | ------------------------------------- | ------------ |
| Austria           |                 | Partidul Libertății din Austria Freiheitliche Partei Österreichs (FPÖ) |                 | Patrioții.ue    |                                   | Identitate și Democrație              | 6 / 20       |
| Belgia            |                 | Interesul Flamand Vlaams Belang (VB)                                   |                 | Patrioții.ue    |                                   | Identitate și Democrație              | 3 / 22       |
| Cehia             |                 | ANO 2011 ANO 2011 (ANO)                                                |                 | Fără            |                                   | Renew Europe                          | 7 / 21       |
| Cehia             |                 | Jurământ Přísaha občanské hnutí (PŘÍSAHA)                              |                 | Fără            |                                   | Fără                                  | 2 / 21       |
| Danemarca         |                 | Partidul Popular Danez Dansk Folkeparti (DF)                           |                 | Fără            |                                   | Identitate și Democrație              | 1 / 15       |
| Franța            |                 | Adunarea Națională Rassemblement National (RN)                         |                 | Patrioții.ue    |                                   | Identitate și Democrație              | 30 / 81      |
| Grecia            |                 | Vocea Rațiunii Φωνή Λογικής (ΦΛ)                                       |                 | Fără            |                                   | Fără                                  | 1 / 21       |
| Ungaria           |                 | Fidesz – Alianța Civică Maghiară Fidesz – Magyar Polgári Szövetség     |                 | Fără            |                                   | Fără                                  | 10 / 21      |
| Ungaria           |                 | Partidul Popular Creștin Democrat Kereszténydemokrata Néppárt (KDNP)   |                 | Fără            |                                   | Grupul PPE                            | 1 / 21       |
| Italia            |                 | Liga Lega                                                              |                 | Patrioții.ue    |                                   | Identitate și Democrație              | 8 / 76       |
| Letonia           |                 | Letonia În Primul Rând Latvija pirmajā vietā (LPV)                     |                 | ECPM            |                                   | Fără                                  | 1 / 9        |
| Olanda            |                 | Partidul pentru Libertate Partij voor de Vrijheid (PVV)                |                 | Patrioții.ue    |                                   | Identitate și Democrație              | 6 / 31       |
| Portugalia        |                 | Destul! Chega!                                                         |                 | Patrioții.ue    |                                   | Fără                                  | 2 / 21       |
| Spania            |                 | Vox                                                                    |                 | Partidul CRE    |                                   | Conservatorii și Reformiștii Europeni | 6 / 61       |
| Uniunea Europeană | Total           | Total                                                                  | Total           | Total           | Total                             | Total                                 | 84 / 720     |

## Și-au exprimat interesul de-a se alătura

### Membrii actuali speculați
Partidele speculate ca posibili membri ai noului grup europarlamentar sunt:
- Mișcarea Națională din cadrul Confederației (RN), care a câștigat 2 europarlamentari, a declarat că este în prezent în negocieri cu Patrioții pentru Europa, în timp ce ceilalți 4 europarlamentari ai Confederației (din O Nouă Speranță și Confederația Coroanei Poloneze) nu doresc să se alăture.[45][46][47]

- Partidul Democrat Sloven (SDS), care a câștigat 4 europarlamentari (în prezent parte din Grupul PPE)
- Smer–SD se speculează, de asemenea, că se poate alătura acestei alianțe cu 5 eurodeputați, cu toate acestea, potrivit partenerului său junior de coaliție, Hlas–SD, Smer–SD și-a exprimat preferința de a se realătura grupului S&D,[48] deși ulterior a fost respins.[49]

### Foști membrii speculați
- Alternativa pentru Germania (AfD), care a câștigat 15 eurodeputați (fostă parte a Grupului ID), cu toate acestea, din cauza tensiunii anterioare dintre Fidesz și AfD,[50] acest lucru a fost văzut ca puțin probabil, AfD declarând că nu are planuri de a se alătura.[51] AfD și-a exprimat interesul pentru crearea unui grup care să includă rivalul maghiar al Fidesz, Mișcarea Patria Noastră, precum și alte partide, cum ar fi Renașterea din Bulgaria. AfD și-a înființat în cele din urmă propriul grup, cu aceste partide, Europa Națiunilor Suverane.[52]
- Mișcarea Republicii au declarat că sunt interesați de o potențială aderare,[53] cu toate acestea, partidul s-a alăturat grupului Europa Națiunilor Suverane pe 10 iulie.

## Organizare

### Președinte
| Președinte      | Președinte | A preluat mandatul | A încheiat mandatul | Țară (circumscripție) | Partid             |
| --------------- | ---------- | ------------------ | ------------------- | --------------------- | ------------------ |
| Jordan Bardella |            | 8 iulie 2024       | Prezent             | Franța                | Adunarea Națională |

### Birou politic
Biroul politic al grupului în timpul celei de a 10-a legislaturi a Parlamentului European.
| Poziție             | Nume                  | Partid național                 | Partid european | Partid european |
| ------------------- | --------------------- | ------------------------------- | --------------- | --------------- |
| Președinte          | Jordan Bardella       | Adunarea Națională              |                 | Partidul ID     |
| Prim-vicepreședinte | Kinga Gál             | Fidesz                          |                 | Fără            |
| Vicepreședinte      | Roberto Vannacci      | Lega                            |                 | Partidul ID     |
| Vicepreședinte      | Klára Dostálová       | ANO 2011                        |                 | Fără            |
| Vicepreședinte      | Sebastiaan Stöteler   | Partidul pentru Libertate       |                 | Partidul ID     |
| Vicepreședinte      | António Tânger Corrêa | Chega                           |                 | Partidul ID     |
| Vicepreședinte      | Hermann Tertsch       | Vox                             |                 | Partidul CRE    |
| Vicepreședinte      | Harald Vilimsky       | Partidul Libertății din Austria |                 | Partidul ID     |
| Șeful organizației  | Anders Vistisen       | Partidul Popular Danez          |                 | Fără            |
| Trezorier           | Gerolf Annemans       | Vlaams Belang                   |                 | Partidul ID     |